# Lotus Evija
Lotus Evija (Type 130) — електричний автомобіль спроєктований і виробляється компанією Lotus Cars. 
Всього виготовили 130 автомобілів, вартістю $2,1 млн кожен.

## Опис

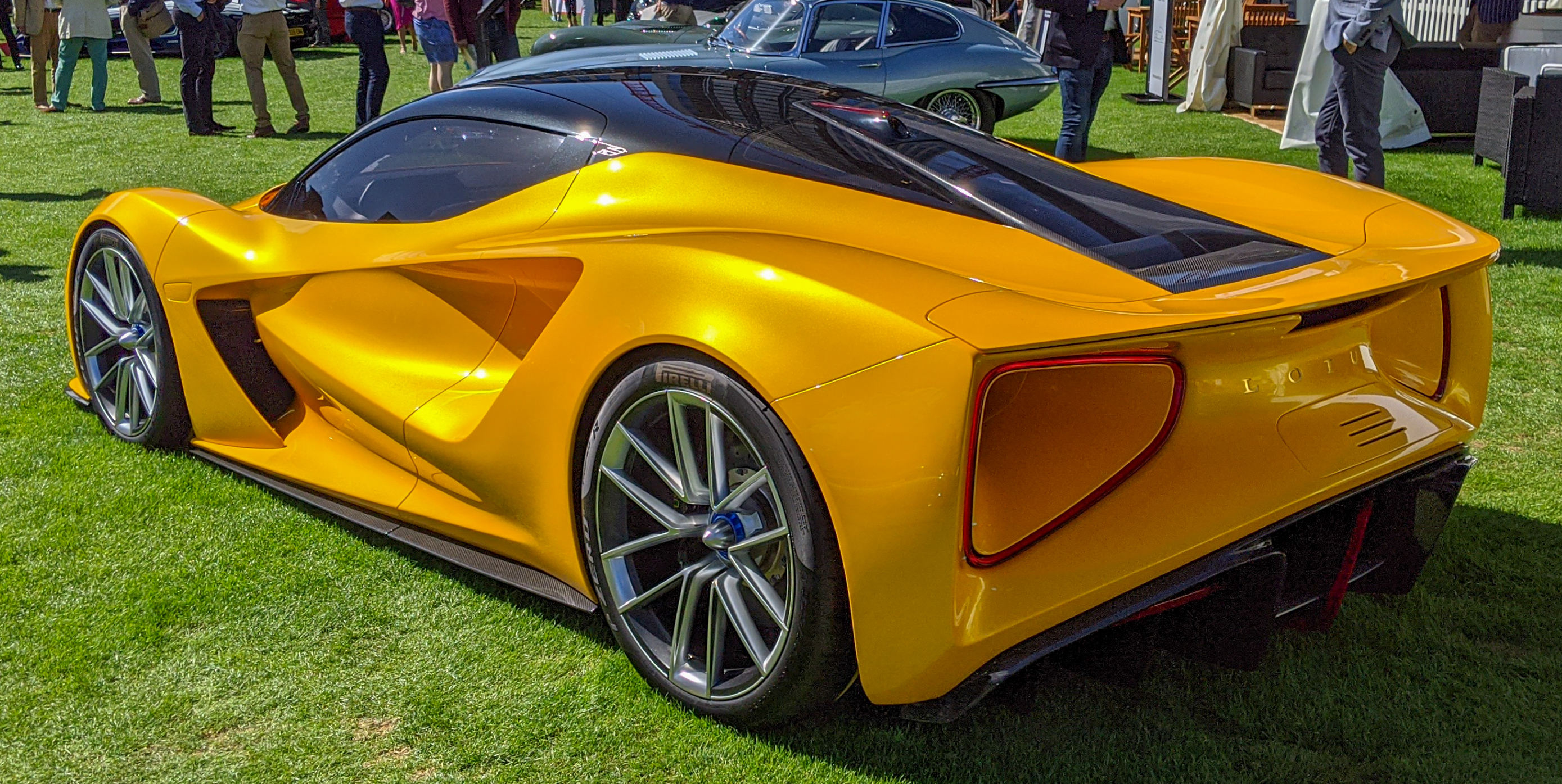

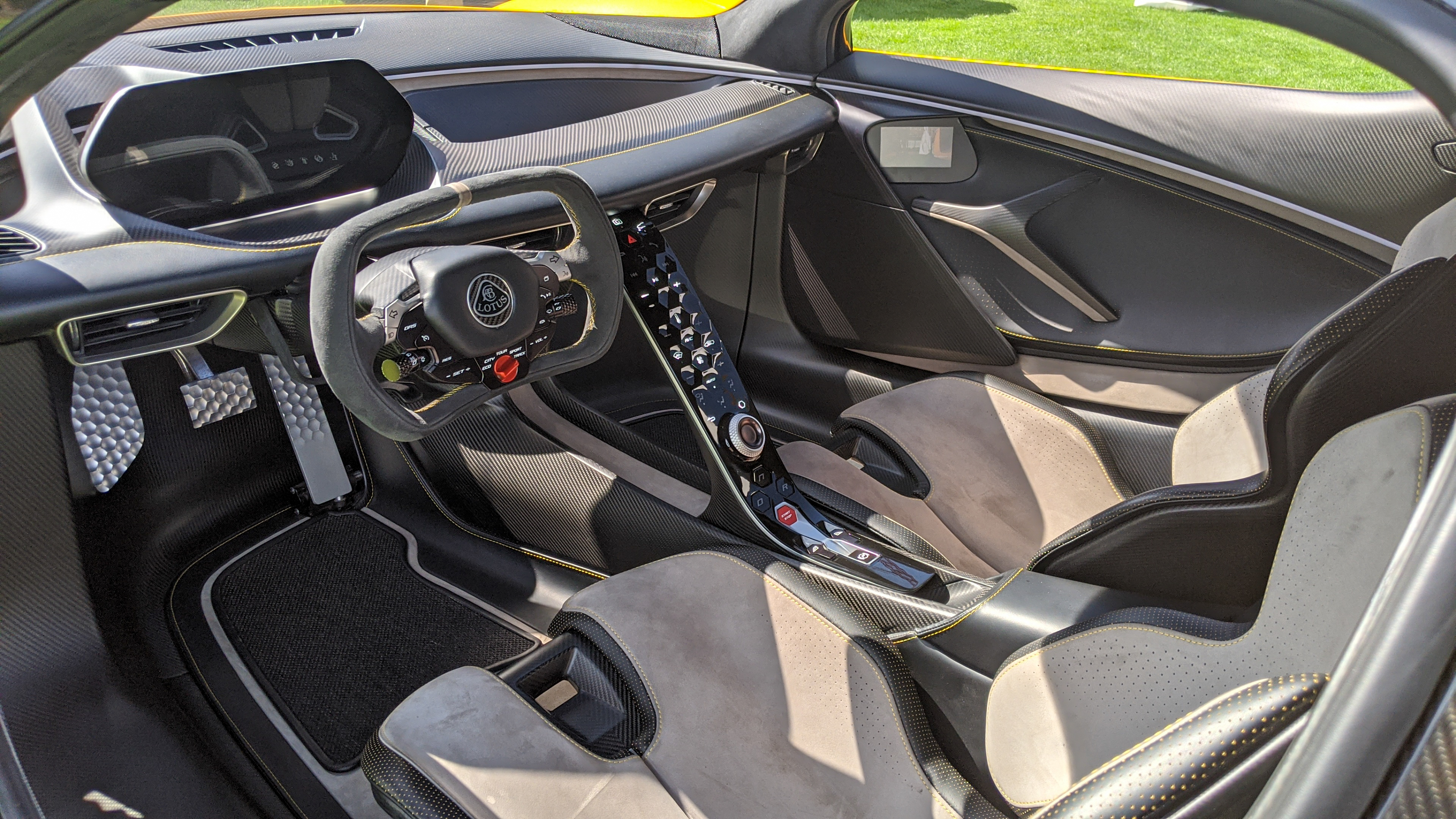

Автомобіль представили в Лондоні 17 липня 2019 року.
Evija побудована навколо вуглепластикового монокока вагою 129 кг, це дозволило досягти спорядженої маси 1680 кг. У спорткарі встановлено чотири електромотори, які через планетарну трансмісію приводять у рух кожен своє колесо, дозволяючи реалізовувати векторизацію тяги. При цьому кожен двигун, його редуктор та інвертор зібрані в компактний модуль Electrical Drive Unit. Сумарна потужність двигунів становить 2000 к. с., крутний момент — 1700 Н·м.
Від 0 до 100 км/год автомобіль набирає за менше ніж 3 с, а від 0 до 300 км/год за 9 с. Максимальна швидкість становить понад 320 км/год.
Тяговий акумулятор розташувався за спинками крісел, що надало Лотусу середньомоторну компоновку. Місткість батареї — 70 кВт·год. Запас ходу на одній зарядці — 400 км по циклу WLTP і 434 км по NEDC. Потужність, яку акумулятор може видати на мотори й іншим споживачам у машині дорівнює 2 МВт.